# Miconia aliquantula
Miconia aliquantula är en tvåhjärtbladig växtart som beskrevs av John Julius Wurdack. Miconia aliquantula ingår i släktet Miconia och familjen Melastomataceae. Inga underarter finns listade i Catalogue of Life.